# پوسی

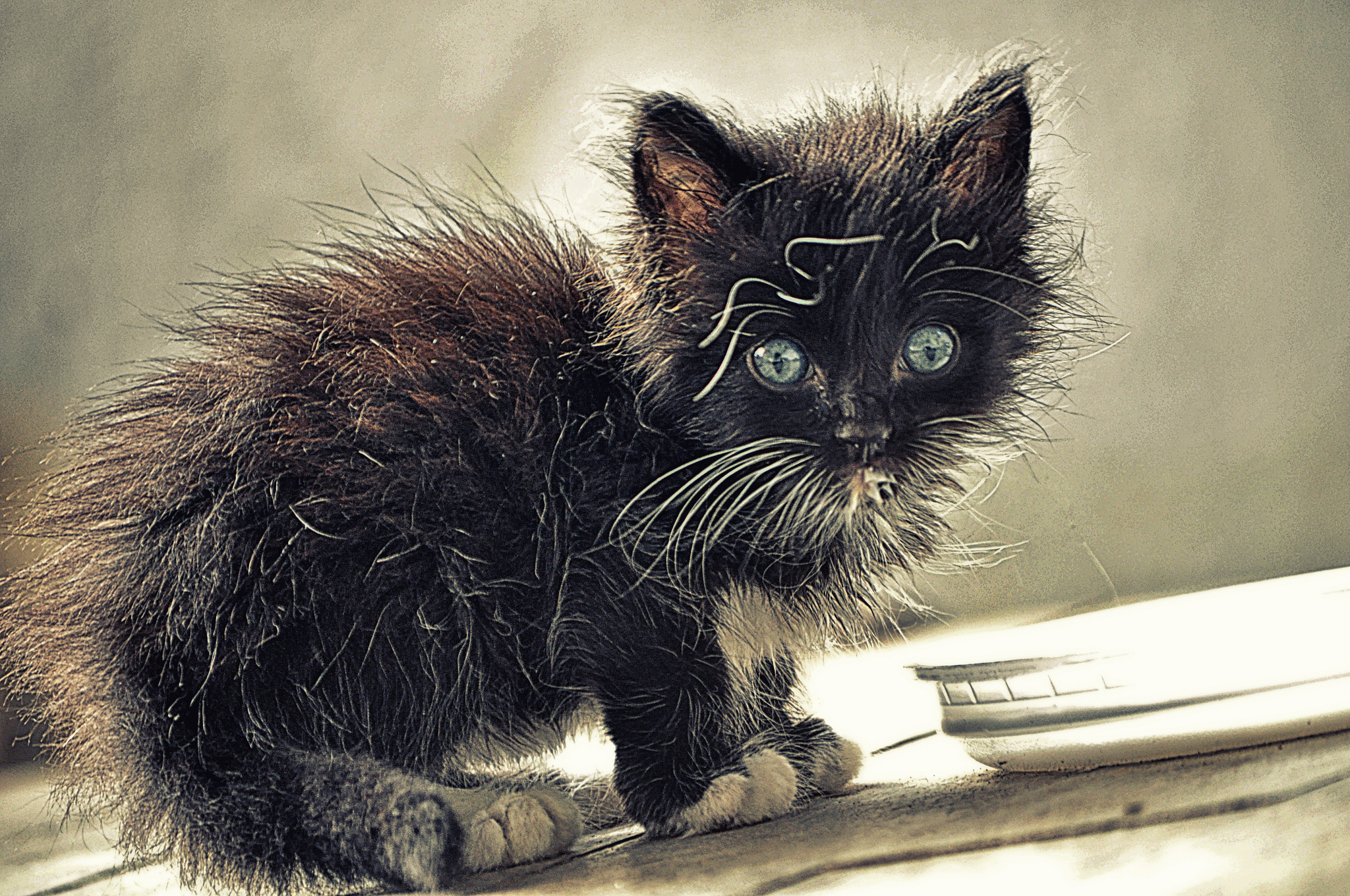
کلمه پوسی از‌نظر تاریخی به گربه‌ها اشاره دارد.

پوسی (به انگلیسی: Pussy) یک اسم، صفت و در نگارش نوعی فعل در زبان انگلیسی است. این واژه معانی متعددی دارد از جمله کلمه بیدمشک، دخترک، شبدر صحرایی و چرک. اما در استفاده روزمره این کلمه معانی دیگری دارد مانند گربه، بزدل و همچنین واژن زنان و همین‌طور در برخی مواقع از این کلمه برای بی‌ادبی به زنان نیز استفاده می‌شود.
ریشه کلمه کاملاً مشخص نیست. چندین منابع مختلف و متفاوت برای ریشه این کلمه وجود دارد و همه آنها بحث برانگیزند.

## ریشه‌شناسی
برخی معتقدند کلمه پوسی به معنای گربه از کلمه قدیمی Puss (پوس) که به معنای حیوان خانگی است گرفته شده‌است، همچنین دیکشنری آکسفورد نیز بر این باور است که این کلمه ریشه ژرمن دارد و در زبان آلمانی این کلمه pūse نگاشته می‌شود این کلمه معنای گربه دارد.
نوآه وبستر در دیکشنری خود اینگونه بیان کرده‌است: این کلمه به معنی باد کرده، آماس کرده، چاق، کوتاه‌قد، کوتاه و کلفت است با توجه به این تفاسیر او بر این باور است که کلمه (Pursy به معنای چاق) املای غلط دارد و املای درست آن همان Pussy است.
در کل می‌توان پی برد که این کلمه معانی متفاوتی دارد می‌توان در برخی مواقع به عنوان گربه استفاده شود یا به عنوان فرد بزهکار یا رابطه داشتن با یک زن بستگی به شرایط دارد.